# The Telltale Head
"The Telltale Head" (no Brasil, "Conversa Fiada") é o oitavo episódio da primeira temporada de The Simpsons. Foi ao ar pela primeira vez na Fox Broadcasting Company nos Estados Unidos em 25 de fevereiro de 1990, foi escrito por Al Jean, Mike Reiss, Sam Simon e Matt Groening e contou com a direção de Rich Moore. A convidada Marcia Wallace estrelou como Edna Krabappel.
No episódio, Bart Simpson decepa a cabeça da estátua de Jebediah Springfield para impressionar seus colegas valentões. Entretanto, a comunidade de Springfield reage com desaprovação, incluindo sua própria família. Enquanto lida com as consequências, Bart enfrenta dilemas morais e a divisão da cidade entre aqueles que o condenam e os que o defendem. Consciente do erro, ele decide tomar medidas para corrigir sua ação, buscando redenção na comunidade. A obra teve recepção positiva dos críticos, e em sua transmissão original marcou 15,2 pontos de acordo com a Nielsen Ratings.

## Enredo
Em um ato impulsivo, Bart Simpson decide cortar a cabeça da estátua de Jebediah Springfield, uma figura de grande importância na cidade de Springfield. Na tentativa de impressionar um grupo de valentões, se depara com a desaprovação de todas as pessoas ao seu redor, incluindo sua própria família. Conforme a notícia se espalha, a comunidade fica indignada com a atitude irreverente de Bart. Enquanto lida com as consequências de seus atos, também se vê diante de dilemas morais e enfrenta a pressão social. A cidade se divide entre aqueles que condenam suas ações e aqueles que o defendem. Eventualmente, Bart percebe a gravidade do que fez e decide tomar medidas para corrigir seu erro.

## Produção
A concepção de apresentar "The Telltale Head" em flashbacks foi originalmente idealizada no âmbito da projeção de cores da produção. Este foi o primeiro episódio dirigido por Rich Moore.
 Além disso, foi a primeira vez em que se mencionou Jebediah Springfield, bem como a primeira ocasião em que os Simpsons frequentaram a igreja na série. O narrador da partida de futebol que Homer estava ouvindo na igreja foi inspirado em Keith Jackson. Ademais, a obra introduziu pela primeira vez os personagens Sideshow Bob, Reverendo Lovejoy, Krusty, o Palhaço, Jimbo Jones, Kearney Zzyzwicz, Dolph Starbeam, Sra. Albright e Apu Nahasapeemapetilon. A cena em que Bart acorda e se depara com a cabeça de Jebediah ao seu lado na cama é uma referência ao filme The Godfather (1972), na qual Jack Woltz encontra a cabeça decepada e ensanguentada de seu cavalo de corrida ao amanhecer.
Este é um dos três únicos episódios que apresentam o título na sequência de abertura (os outros dois são "Bart Gets Hit by a Car", da segunda temporada, e "22 Short Films About Springfield", da sétima temporada).

## Repercussão
O episódio foi, em grande parte, bem recebido pelo público e pela crítica. Em sua exibição original nos Estados Unidos, "The Telltale Head" marcou 15,2 pontos de audiência, conforme a Nielsen Ratings, onde terminou em 26.º nas classificações semanais da semana de 19 a 25 de fevereiro de 1990. Foi o segundo programa de maior audiência da Fox Broadcasting Company naquela semana, atrás de Married... with Children.
Warren Martyn e Adrian Wood expressaram sua satisfação com o episódio, acrescentando: "The Simpsons se mostraram extremamente disfuncionais na igreja, com Homer dando conselhos terríveis e Bart enfrentando um verdadeiro dilema moral". Na análise do lançamento em DVD da primeira temporada, David B. Grelck atribuiu três estrelas a "The Telltale Head" e observou: "Este episódio intrigante explora uma variedade de aspectos peculiares da próxima temporada, proporcionando uma experiência única aos espectadores". Colin Jacobson, do DVD Movie Guide, compartilhou sua opinião: "Houve vários momentos memoráveis e este episódio foi, de maneira geral, sólido. Gostei especialmente das imagens que os garotos viram nas nuvens, além de outras partes hilárias. Embora 'Telltale' não tenha sido um episódio espetacular, foi divertido e inteligente no geral".